# How Do You Sleep?
Pistes de Imagine
Oh My Love How?
How Do You Sleep? est une chanson écrite, composée et interprétée par John Lennon sur l'album Imagine sorti en 1971.
Cette chanson est une attaque personnelle cinglante à l'encontre de Paul McCartney, son ancien partenaire au sein des Beatles. Lennon a écrit cette chanson en réponse à ce qu'il considérait comme des insultes personnelles de la part de McCartney sur l'album Ram de ce dernier, en particulier sur la chanson Too Many People.
Le morceau,  qui contient un solo de guitare slide interprété par George Harrison est un titre coproduit par Lennon, Yoko Ono et Phil Spector.

## Composition
Lennon écrit How Do You Sleep ? (Comment dors-tu ?) à la suite de l'action en justice intentée avec succès par Paul McCartney devant la Haute Cour de justice pour dissoudre les Beatles en tant qu'association légale. Cette décision est provoquée par la publication des commentaires de Lennon sur les Beatles dans une interview de décembre 1970 avec le magazine Rolling Stone, et par le fait que McCartney et sa femme ont fait des publicités dans la presse musicale dans lesquelles, pour se moquer de Lennon et de Yoko Ono, ils étaient habillés de costumes de clown et enveloppés dans un sac. Lennon se sent attaqué par la sortie en mai 1971 de l'album Ram de Paul McCartney, qui admettra plus tard que la chanson Too Many People visait à critiquer Lennon. Lennon pensait que d'autres chansons de l'album, comme 3 Legs, contenaient des attaques similaires, ce que McCartney a démenti.
Les paroles de How Do You Sleep ? font référence à la légende urbaine de la mort de Paul McCartney (« Those freaks was right when they said you was dead » – « Ces tarés avaient raison quand ils disaient que tu étais mort »). La chanson commence avec une référence à l'album-phare des Beatles Sgt. Pepper's Lonely Hearts Club Band (« So Sgt. Pepper took you by surprise » – « Donc Sgt. Pepper t'a pris par surprise »), après des ambiances sonores rappelant le début de l'album Sgt. Pepper's Lonely Hearts Club Band.
Les paroles « The only thing you done was yesterday / And since you've gone you're just another day » (« La seule chose que tu as faite est Yesterday – date d'hier / Et depuis tu n'as fait qu'Another Day – un autre jour ») s'adressent à McCartney et font référence à la chanson Yesterday des Beatles et au single Another Day de McCartney, sorti en février 1971. Lennon a initialement écrit les paroles « You probably pinched that bitch anyway » (« Tu l'as quand même probablement piqué »), en référence aux déclarations de McCartney selon lesquelles il n'était pas sûr d'avoir plagié "Yesterday", après avoir demandé à Lennon, Harrison, George Martin et d'autres s'ils avaient déjà entendu cette mélodie. Bien que Lennon soit le seul auteur crédité pour How Do You Sleep ?, le journaliste Felix Dennis du magazine Oz indique que Yoko Ono et Allen Klein, le manager de Lennon qu'il avait tenté d'imposer aux Beatles, ont également participé à l'écriture des paroles.

## Enregistrement
Lennon a enregistré How Do You Sleep? le 26 mai 1971 dans le studio Ascot Sound installé dans sa résidence de Tittenhurst Park, pendant l'enregistrement de son album Imagine. Les cordes ont été ajoutées le 4 juillet 1971 au studio Record Plant de New York. La chanson comporte une partie de guitare slide jouée par George Harrison. Outre Lennon à la guitare rythmique et au chant, le morceau comprend également Klaus Voormann à la basse, Alan White à la batterie, des guitares acoustiques jouées par Ted Turner, Rod Linton et Andy Davis, ainsi que des parties de piano supplémentaires jouées par Nicky Hopkins et John Tout. Bien qu'il fût solidaire avec Lennon, Ringo Starr et Allen Klein dans le procès avec McCartney, George Harrison était méfiant de l'invitation de Lennon à venir jouer sur son album, décrivant cette période comme étant marquée par « de très étranges et intenses sentiments ». Il a toutefois été soulagé de voir que Lennon « était franchement ravi qu'[il] vienne ».
Comme pour les autres titres de l'album, l'enregistrement de How do You Sleep? est filmé. Dans le film Gimme Some Truth sorti en 2000, les auteurs Chip Madinger et Mark Easte décrivent la chanson comme « la requête de John à Paul », pendant que Lennon chante en regardant la caméra « How do you sleep, ya cunt? » (« Comment dors-tu, connard ? »). Ringo Starr, qui se rend au studio pendant l'enregistrement de la chanson, est visiblement contrarié et dit à Lennon : « Ça suffit, John ».

## Réception critique
Dans sa critique de l'album Imagine, le critique Ben Gerson de Rolling Stone compte How Do You Sleep? comme l'un des trois « morceaux vraiment intéressants, efficaces musicalement » de l'album mais trouve « horrible et indéfendable » car « dévastatrice pour la personnalité, la famille et la carrière de Paul McCartney ». Gerson conclut que « les motivations de Sleep sont déconcertants. Il s'agit en partie du mépris traditionnel des bohèmes pour les bourgeois, et en partie de l'aigreur de la relation compétitive de longue date entre John et Paul ». Dans NME, Alan Smith écirt « Musicalement, c'est formidable - ouvert, grand, puissant, tonitruant, dramatique - mais c'est une chanson dont on se souviendra pour ses paroles… », en particulier « The sound you make is muzak to my ears / You must've learned something in all those years » (« Le son que tu fais est de la musique d'ascenceur pour mes oreilles / Tu aurais dû apprendre quelque chose pendant toutes ces années »). Dans Melody Maker, Roy Hollingworth célèbre Imagine comme la meilleure production que Lennon ait jamais faite et a décrit How Do You Sleep ? comme « l'attaque dérangeante contre McCartney… un funk lent avec des cordes avec un goût de Comanche ou peut-être Sioux ».
Dans Lennon and McCartney: Painting with Sound sorti en 2022, Thomas McFarlane décrit How Do You Sleep? « comme un négatif d'Imagine… C'est comme si une tempête se préparait, et sa puissance ne pourrait être démentie ».

## Déclarations postérieures
Quelques mois après la sortie d'Imagine, Lennon a déclaré que la chanson « était une réponse à Ram », ajoutant :

« Il n'y a pas vraiment de querelle entre Paul et moi. Tout va bien, on s'amuse bien. Il ne fait aucun doute qu'il y aura une réponse à Sleep sur son prochain album, mais je ne ressens pas du tout cela à son égard. Elle fonctionne comme une chanson à part entière, qui n'a aucun rapport avec Paul. Elle fonctionne comme un morceau de musique. J'ai commencé à l'écrire en 1969, et la phrase So Sgt. Pepper took you by surprise… a été écrite environ deux ans avant qu'il ne se passe quoi que ce soit. Il y a toujours eu une différence musicale entre Paul et moi, ce n'est pas arrivé l'année dernière. Mais nous avons toujours eu beaucoup de choses en commun, et c'est toujours le cas. Ce qui a fait des Beatles ce qu'ils étaient, c'est le fait que je pouvais faire mon rock'n roll et que Paul pouvait faire de jolies choses... Mais il ne se passe pas une semaine sans que je voie ou entende parler de l'un d'entre eux. »

Dans l'interview de Lennon dans Playboy (magazine) peu avant sa mort en 1980, il déclare : « j'ai utilisé mon ressentiment à l'égard de Paul… pour écrire une chanson… pas une terrible, vicieuse et horrible vendetta… J'ai utilisé mon ressentiment et mon retrait de Paul et des Beatles, et la relation avec Paul, pour écrire How Do You Sleep?. Je ne me balade pas toute la journée avec ces idées en tête. »

## Musiciens présents sur cette chanson
- John Lennon - chant, piano
- George Harrison - guitare slide
- Nicky Hopkins - piano électrique Wurlitzer
- John Tout - piano
- Ted Turner - guitare acoustique
- Rod Linton - guitare acoustique
- Andy Davis - guitare acoustique
- Klaus Voormann - basse
- Alan White - batterie
- The Flux Fiddlers - section de cordes

Le producteur de ce titre et de l'album Imagine, Phil Spector, joue également des parties de piano.